# انعدام الأذن
انعدام الأذن يوصف حالة التشوه الولادي النادر، ويشمل انعدام كامل لوجود صيوان الأذن؛ الجزء الخارجي الناتئ مع تضيق أو انعدام قناة الأذن، على التقيض من حالة صغر صيوان الأذن و التي تؤدي إلى ظهور جزء صغير يمثل الصيوان..
انعدام الأذن وصغر صيوان الأذن يمكن أن يكون بأحادي الاتجاه Unilateral (بأذن واحدة) أو ثنائي الاتجاه Bilateral (بكِلا الاذنين). هذا التشوه يؤدي إلى فقدان السمع التوصيلي و الصمم.

## تطور الأذن
يبدأ نمو الأذن في حوالي الأسبوع الثالث من مراحل تطور الجنين البشري. تبدأ مع تشكيل اللوحاء (Placodes) التي هي امتداد للدماغ الخلفي المبكر. في الأسبوع الرابع من التطور، تنطوي اللوحاء على نفسها، أو تغطس نحو الداخل مشكلةً حفر والتي تغلق نفسها عن السطح الخارجي للأديم الظاهر وتبدأ في تشكيل تجويف الأذن الداخلية نحو الداخل. يبدأ نمو الأذن الخارجية في حوالي الأسبوع الخامس من التطور الجنيني البشري. على أقواس البلعوم تبدأ الجزء التلي من صيوان الأذن في التشكيل. بحلول الأسبوع السابع، تكون التلال قد تضاعف وأصبحت ثلاثة أزواج من التلال متمايزة بشكل كبير ثم تندمج معًا للبدء في تكوين صيوان الأذن أو الجزء الخارجي من الأذن.
خلال تطور الجنين، تنتقل التلال من جوانب الرقبة إلى جانبي الرأس. في الأسبوع السابع من التطور، تبدأ قناة الأذن بالتشكل من الغشاء الطبلي.

## متلازمات ذات صلة
- متلازمة تريتشر كولينز Treacher Collins syndrome
- متلازمة جولدينهار

Goldenhar syndrome 

## العلاج
يختلف العلاج باختلاف الدرجات، لكن الأكثر شيوعًا هو الإصلاح الجراحي. الخيار الجراحي هو إعادة البناء التجميلي للشكل الطبيعي للأذن الخارجية وإصلاح قناة الأذن . في الحالات الأقل حدة، ستكون إعادة البناء كافية لإعادة السمع. في درجات انعدام الأذن/صغر صيوان الأذن التي تؤثر على الأذن الوسطى، من المرجح أن تسعيد الجراحة السمع باستخدام عظام السمع الراسية (BAHA). و يتم زرع BAHA جراحياً في الجمجمة مما يسمح ببعض الإصلاح السمعي عن طريق التوصيل عبر عظام الجمجمة. "هذا يسمح للاهتزازات الصوتية بالسير خلال العظام الموجودة في الرأس إلى الأذن الداخلية.
BAHA :- جهاز سمع قابل للزرع. هو جهاز السمع الوحيد الذي يعمل عن طريق التوصيل العظمي المباشر.